# Gouttières (Puy-de-Dôme)
Gouttières é uma comuna francesa na região administrativa de Auvérnia-Ródano-Alpes, no departamento de Puy-de-Dôme. Estende-se por uma área de 25,63 km². Em 2010 a comuna tinha 346 habitantes (densidade: 13,5 hab./km²).